# Savvas Pantelidīs
Savvas Pantelidīs (in greco: Σάββας Παντελίδης; Atene, 7 aprile 1965) è un allenatore di calcio ed ex calciatore greco, di ruolo difensore, tecnico dell'Asteras Tripolīs.

## Palmarès

### Allenatore

#### Competizioni nazionali
- Gamma Ethniki: 1

Kallithea: 2009-2010 (gruppo 1)